# 1790 Volkov
För andra betydelser, se Volkov.
1790 Volkov eller 1967 ER är en asteroid i huvudbältet, som upptäcktes 9 mars 1967 av den ryska astronomen Ljudmjla Tjernych vid Krims astrofysiska observatorium på Krim. Den har fått sitt namn efter den sovjetiske kosmonauten Vladislav Volkov, han och hans resekamrater omkom 1971, under Sojuz 11's flygning.
Asteroiden har en diameter på ungefär 7 kilometer. Och den tillhör asteroidgruppen Flora.
Asteroiderna 1789 Dobrovolsky och 1791 Patsayev har också fått namn efter Volkov's resekamrater.